# Tampico Township
Tampico és un township al comtat de Whiteside, a l'estat d'Illinois, amb 1.148 habitants al cens del 2010 i 449 habitatges. Segons l'Oficina del Cens el township té una superfície de 35.74 milles quadrades (92.6 km2) de terra ferma.